# Badminton-Europameisterschaften
Badminton-Europameisterschaften finden seit 1968 im zweijährlichen Rhythmus in den Disziplinen Herreneinzel, Herrendoppel, Dameneinzel, Damendoppel und Mixed statt. Bei den ersten Europameisterschaften errang Irmgard Gerlatzka den ersten Europameistertitel für Deutschland. Weitere Titel für Deutschland gewannen Wolfgang Bochow 1972 im Herreneinzel und Willi Braun / Roland Maywald 1972 sowie 1974 im Herrendoppel. Erst 2006 gelang durch Xu Huaiwen wieder ein Titelgewinn für Deutschland. Sie siegte im Finale des Dameneinzels gegen Mia Audina. Österreich blieb bisher ohne Titelehren, während die Schweiz durch Liselotte Blumer 1980 überraschend einen Damentitel erkämpfen konnte. Die gemischten Mannschaften waren bis 2008 den Einzeltitelkämpfen angegliedert. Seit 2009 werden sie in einer separaten Veranstaltung ausgetragen. In den geraden Jahren finden seit 2006 auch Titelkämpfe für reine Herren- und Damenmannschaften statt. Junioreneuropameisterschaften werden seit 1969 ausgespielt, Mannschaftstitelkämpfe seit 1972, Senioreneuropameisterschaften seit 1995, Europameisterschaften für Behindertensportler seit 1995, Hochschuleuropameisterschaften seit 2004 und Jugendeuropameisterschaften seit 2005.

## Die Europameister
| Jahr | Nummer | Datum, Ort                                  | Herreneinzel           | Dameneinzel         | Herrendoppel                             | Damendoppel                                | Mixed                                       |
| ---- | ------ | ------------------------------------------- | ---------------------- | ------------------- | ---------------------------------------- | ------------------------------------------ | ------------------------------------------- |
| 1968 | I      | 19.–21. April, Bochum, BRD                  | Sture Johnsson         | Irmgard Gerlatzka   | David Eddy Roger Powell                  | Margaret Boxall Susan Whetnall             | Tony Jordan Susan Whetnall                  |
| 1970 | II     | 17.–19. April, Port Talbot, Wales           | Sture Johnsson         | Eva Twedberg        | Elo Hansen Per Walsøe                    | Margaret Boxall Susan Whetnall             | David Eddy Susan Whetnall                   |
| 1972 | III    | 14.–16. April, Karlskrona, Schweden         | Wolfgang Bochow        | Margaret Beck       | Willi Braun Roland Maywald               | Gillian Gilks Judy Hashman                 | Derek Talbot Gillian Gilks                  |
| 1974 | IV     | 18.–20. April, Wien, Österreich             | Sture Johnsson         | Gillian Gilks       | Willi Braun Roland Maywald               | Margaret Beck Gillian Gilks                | Derek Talbot Gillian Gilks                  |
| 1976 | V      | 6.–7. April, Dublin, Irland                 | Flemming Delfs         | Gillian Gilks       | Ray Stevens Mike Tredgett                | Gillian Gilks Susan Whetnall               | Derek Talbot Gillian Gilks                  |
| 1978 | VI     | 13.–15. April, Preston, England             | Flemming Delfs         | Lene Køppen         | Ray Stevens Mike Tredgett                | Nora Perry Anne Statt                      | Mike Tredgett Nora Perry                    |
| 1980 | VII    | 17.–20. April, Groningen, Niederlande       | Flemming Delfs         | Liselotte Blumer    | Claes Nordin Stefan Karlsson             | Nora Perry Jane Webster                    | Mike Tredgett Nora Perry                    |
| 1982 | VIII   | 13.–18. April, Böblingen, BRD               | Jens Peter Nierhoff    | Lene Køppen         | Stefan Karlsson Thomas Kihlström         | Gillian Gilks Gillian Clark                | Martin Dew Gillian Gilks                    |
| 1984 | IX     | 8.–14. April, Preston, England              | Morten Frost           | Helen Troke         | Martin Dew Mike Tredgett                 | Karen Chapman Gillian Clark                | Martin Dew Gillian Gilks                    |
| 1986 | X      | 30. März – 5. April, Uppsala, Schweden      | Morten Frost           | Helen Troke         | Steen Fladberg Jesper Helledie           | Gillian Clark Gillian Gowers               | Martin Dew Gillian Gilks                    |
| 1988 | XI     | 10.–16. April, Kristiansand, Norwegen       | Darren Hall            | Kirsten Larsen      | Jens Peter Nierhoff Michael Kjeldsen     | Dorte Kjær Nettie Nielsen                  | Steen Fladberg Gillian Clark                |
| 1990 | XII    | 8.–14. April, Moskau, Sowjetunion           | Steve Baddeley         | Pernille Nedergaard | Jan Paulsen Henrik Svarrer               | Dorte Kjær Nettie Nielsen                  | Jon Holst-Christensen Grete Mogensen        |
| 1992 | XIII   | 12.–18. April, Glasgow, Schottland          | Poul-Erik Høyer Larsen | Pernille Nedergaard | Jon Holst-Christensen Thomas Lund        | Christine Magnusson Lim Xiaoqing           | Thomas Lund Pernille Dupont                 |
| 1994 | XIV    | 10.–17. April, Den Bosch, Niederlande       | Poul-Erik Høyer Larsen | Lim Xiaoqing        | Chris Hunt Simon Archer                  | Christine Magnusson Lim Xiaoqing           | Michael Søgaard Catrine Bengtsson           |
| 1996 | XV     | 13.–20. April, Herning, Dänemark            | Poul-Erik Høyer Larsen | Camilla Martin      | Thomas Lund Jon Holst-Christensen        | Lisbet Stuer-Lauridsen Marlene Thomsen     | Michael Søgaard Rikke Olsen                 |
| 1998 | XVI    | 18.–25. April, Sofia, Bulgarien             | Peter Gade             | Camilla Martin      | Chris Hunt Simon Archer                  | Rikke Olsen Marlene Thomsen                | Michael Søgaard Rikke Olsen                 |
| 2000 | XVII   | 25.–29. April, Glasgow, Schottland          | Peter Gade             | Camilla Martin      | Jens Eriksen Jesper Larsen               | Donna Kellogg Joanne Goode                 | Michael Søgaard Rikke Olsen                 |
| 2002 | XVIII  | 13.–20. April, Malmö, Schweden              | Peter Rasmussen        | Yao Jie             | Jens Eriksen Martin Lundgaard Hansen     | Jane F. Bramsen Ann-Lou Jørgensen          | Jens Eriksen Mette Schjoldager              |
| 2004 | XIX    | 16.–24. April, Genf, Schweiz                | Peter Gade             | Mia Audina          | Jens Eriksen Martin Lundgaard Hansen     | Lotte Bruil Mia Audina                     | Nathan Robertson Gail Emms                  |
| 2006 | XX     | 12.–16. April, Den Bosch, Niederlande       | Peter Gade             | Xu Huaiwen          | Jens Eriksen Martin Lundgaard Hansen     | Donna Kellogg Gail Emms                    | Thomas Laybourn Kamilla Rytter Juhl         |
| 2008 | XXI    | 12.–20. April, Herning, Dänemark            | Kenneth Jonassen       | Xu Huaiwen          | Lars Paaske Jonas Rasmussen              | Kamilla Rytter Juhl Lena Frier Kristiansen | Anthony Clark Donna Kellogg                 |
| 2010 | XXII   | 14.–18. April, Manchester, UK               | Peter Gade             | Tine Rasmussen      | Lars Paaske Jonas Rasmussen              | Valeria Sorokina Nina Vislova              | Thomas Laybourn Kamilla Rytter Juhl         |
| 2012 | XXIII  | 16.–21. April, Karlskrona, Schweden         | Marc Zwiebler          | Tine Rasmussen      | Mathias Boe Carsten Mogensen             | Christinna Pedersen Kamilla Rytter Juhl    | Robert Mateusiak Nadieżda Zięba             |
| 2014 | XXIV   | 23.–27. April, Kasan, Russland              | Jan Ø. Jørgensen       | Carolina Marín      | Vladimir Ivanov Ivan Sozonov             | Christinna Pedersen Kamilla Rytter Juhl    | Joachim Fischer Nielsen Christinna Pedersen |
| 2016 | XXV    | 16.–21. April, La Roche-sur-Yon, Frankreich | Viktor Axelsen         | Carolina Marín      | Mads Conrad-Petersen Mads Pieler Kolding | Christinna Pedersen Kamilla Rytter Juhl    | Joachim Fischer Nielsen Christinna Pedersen |
| 2017 | XXVI   | 25.–30. April, Kolding, Dänemark            | Rajiv Ouseph           | Carolina Marín      | Mathias Boe Carsten Mogensen             | Christinna Pedersen Kamilla Rytter Juhl    | Chris Adcock Gabrielle Adcock               |
| 2018 | XXVII  | 24.–29. April, Huelva, Spanien              | Viktor Axelsen         | Carolina Marín      | Kim Astrup Anders Skaarup Rasmussen      | Gabriela Stoeva Stefani Stoeva             | Chris Adcock Gabrielle Adcock               |
| 2021 | XXVIII | 27. April – 2. Mai, Kiew, Ukraine           | Anders Antonsen        | Carolina Marín      | Vladimir Ivanov Ivan Sozonov             | Gabriela Stoeva Stefani Stoeva             | Rodion Alimov Alina Davletova               |
| 2022 | XXIX   | 26. – 29. April, Madrid, Spanien            | Viktor Axelsen         | Carolina Marín      | Mark Lamsfuß Marvin Seidel               | Gabriela Stoeva Stefani Stoeva             | Mark Lamsfuß Isabel Lohau                   |
| 2024 | XXX    | 9. – 14. April, Saarbrücken, Deutschland    | Anders Antonsen        | Carolina Marín      | Kim Astrup Anders Skaarup Rasmussen      | Margot Lambert Anne Tran                   | Thom Gicquel Delphine Delrue                |
| 2025 | XXXI   | 8. – 13. April, Horsens, Dänemark           | Alex Lanier            | Line Kjærsfeldt     | Christo Popov Toma Junior Popov          | Gabriela Stoeva Stefani Stoeva             | Jesper Toft Amalie Magelund                 |